# Spheres (skladba)
„Spheres“ je instrumentální skladba britského multiinstrumentalisty Mika Oldfielda. Vydána byla jako jeho čtyřicátý druhý singl na jaře 2008 ve formě digitálního souboru, který lze za poplatek stáhnout z internetu. Fyzické vydání tohoto singlu neexistuje.
Singl „Spheres“ pochází z Oldfieldova alba Music of the Spheres, které je jeho prvním albem klasické hudby se symfonickým orchestrem. Skladba „Spheres“, která je výňatkem z rané demo verze této desky, obsahuje části skladeb „Harbinger“ a „Shabda“.

## Seznam skladeb
1. „Spheres“ (Oldfield) – 5:22